# Federal megye
Federal egy megye Argentínában, Entre Ríos tartományban. A megye székhelye Federal.

## Települések
Önkormányzatok és települések (Municipios)
- - Federal
  - Conscripto Bernardi
  - Sauce de Luna

Vidéki központok ( centros rurales de población)
- - Nueva Vizcaya
  - El Cimarrón
  - Paso Duarte
  - Banderas
  - Santa Lucía
  - Arroyo del Medio
  - Distrito Diego López
  - Loma Limpia
  - El Gramiyal